# 主人公 (配信ドラマ)
『主人公』（しゅじんこう）は、映像制作団体・INDIEZがクラウドファンディングにより集めた資金を基に制作した配信ドラマの第2弾
。2019年9月2日から10月7日までYouTubeで配信された
。全6話。主演は神尾楓珠。共感能力が高い"エンパス"である大学生・純太が、彼の周囲の人々が抱える悩みや葛藤などを共有することで、自身の生き辛さや漠然とした不安とも向き合い、またそれぞれが自らの道を模索し歩き出す様を描く群像劇。
2019年10月15日から22日までのうちの5日間、池袋HUMAXシネマズでの上映イベントも実施された。
2019年度のCAMPFIRE CROWDFUNDING AWARDでエンターテイメント賞を受賞。

## 登場人物
原純太（はら じゅんた）
演 - 神尾楓珠（幼少期：窪田吏玖）
大学生。共感能力が高い"エンパス"。
濱口大介（はまぐち だいすけ）
演 - 小野寺晃良
純太の親友。同じ大学に通っている。
大平春菜（おおひら はるな）
演 - 上原実矩
大学の購買でバイトをしている。50年続く酒屋の一人娘。
芦田茜（あしだ あかね）
演 - 紺野彩夏
親のコネで銀行の内定が決まった。拓巳と付き合っている。
宇野亘（うの わたる）
演 - 青木柚
純太と同じ居酒屋でバイトをしている。母を亡くしたばかり。
岸 拓巳（きし たくみ）
演 - 小越勇輝
就職活動がうまくいかず焦っている。茜と付き合っている。
池田勇次郎（いけだ ゆうじろう）
演 - 長谷川慎
同性愛者であり、大介と付き合う。
原祐奈（はら ゆうな）
演 - 出口夏希（幼少期：共田すず）
純太の妹。
若槻勝（わかつき まさる）
演 - 木戸大聖
演劇の道を目指している。フリーター。
安倍亜里沙（あべ ありさ）
演 - 若林薫
亘の幼馴染。
福田大史（ふくだ たいし）
演 - 小西詠斗
祐奈の恋人。
吉田法昌（よしだ のりまさ）
演 - 濱津隆之
大学の教師。
中曽根真也（なかそね しんや）
演 - 竹財輝之助
純太のバイト先の居酒屋の常連客。エンパス。吉田の同級生。心理カウンセラー。
平沼芽衣（ひらぬま めい）
演 - 大河原恵
就職活動に行き詰まる。容姿にコンプレックスがある。
原冴子
演 - 山口景子
純太の母。
小泉ユリ
演 - メドウズ舞良

衛藤馨
演 - 柴田あやな
芽衣の就職先の指導員。

## スタッフ
- 脚本 - 森永直人
- 監督・プロデュース - 木村真人
- 主題歌 - 大橋ちっぽけ『主人公』（TRIAD / 日本コロムビア）[12]
- 音楽 - 倉品翔（GOOD BYE APRIL）
- 撮影 - 常田真一
- 編集 - 澤井祐美
- スタイリスト - 三上由希子
- ヘアメイク - 津谷成花
- スチール - 橋本美花
- 演出補 - 石川毅、北林彩香
- 制作著作 - INDIEZ

## 配信日程
| 話数  | 配信日   |
| ----- | -------- |
| 第1話 | 09月02日 |
| 第2話 | 09月09日 |
| 第3話 | 09月16日 |
| 第4話 | 09月23日 |
| 第5話 | 09月30日 |
| 第6話 | 10月07日 |